# Даніел Штефуль
Даніел Штефуль (хорв. Daniel Štefulj, нар. 8 листопада 1999, Лангенгаген) — хорватський футболіст, захисник клубу «Динамо» (Загреб). На умовах оренди грає за клуб «Славен Белупо».

## Ігрова кар'єра
Народився 8 листопада 1999 року в німецькому місті Лангенгаген. Вихованець хорватських юнацьких команд «Меджимур'є», «Вараждин» та «Загреб».
У лютому 2018 року він був підписаний «Рієкою», за яку так і не зіграв жодного матчу і того ж року для отримання ігрової практики був відданий в оренду в словенський клуб «Кршко», де і дебютував на дорослому рівні, зігравши 29 матчів вищого дивізіону країни. Після цього другу половину 2019 року грав на правах оренди за «Вараждин», у складі якого зіграв 13 ігор чемпіонату Хорватії.
У січні 2020 року Штефуль повернувся до «Рієки» і того ж року допоміг команді виграти Кубок Хорватії. Станом на 16 вересня 2020 року відіграв за команду з Рієки 13 матчів в національному чемпіонаті.

## Титули і досягнення
- Володар Кубка Хорватії (1):

«Рієка»: 2019-20
- Чемпіон Хорватії (1):

«Динамо»: 2021-22
- Володар Суперкубка Хорватії (1):

«Динамо»: 2022